# كلايف ستافورد سميث
كلايف ستافورد سميث (بالإنجليزية: Clive Stafford Smith)‏ هو محامي بريطاني، ولد في 9 يوليو 1959 في كامبريدج في المملكة المتحدة.